# Francis Wormald
Francis Wormald (Dewsbury Mill, 1º giugno 1904 – 11 gennaio 1972) è stato un paleografo e storico dell'arte inglese, ha ricoperto il ruolo di presidente dell'Institute of Historical Research di Londra dal 1960 al 1967.

## Biografia
Nato in una famiglia dello Yorkshire, suo padre, Thomas Marmaduke Wormald, era presidente della Wormalds & Walker, una fabbrica manifatturiera tessile, mentre sua madre, Frances Mary Walkerbrook, la cui famiglia era proprietaria di un lanificio presso Huddersfield. Dopo aver trascorso la sua infanzia nella casa di famiglia allegata alla fabbrica gestita dal padre, con l'intera famiglia si trasferirono a Field Head, una dimora in stile georgiano, presso Mirfield.
Sin da fanciullo manifestò una particolare propensione per il collezionismo, e rimase affascinato all'età di sette anni dai manoscritti illuminati conservati presso il British Museum che ebbe modo di vedere esposti durante una visita. Fu sempre nella magione di Field Head che entrò in contatto con la comunità religiosa anglicana della Community of the Resurrection, allora presieduta dal Rev. Walter Frere, noto studioso di liturgia dell'epoca, il quale trasmise questo interesse al giovane Francis, che continuò a coltivare con il suo ingresso all'Eton College nel 1918, insieme al suo fratello gemello, John. Nel 1922, proseguì la sua carriera presso il Magdalen College dove ottenne un baccalaureato in Storia nel 1925. Durante il suo periodo a Cambridge si distinse per il suo talento come attore teatrale, particolarmente in ruoli comici. Dopo aver terminato gli studi collaborò per un certo periodo di tempo presso la Pepys Library del Magdalene College.
Nel 1927 Francis esaudì il suo desiderio infantile di entrare nel British Museum in qualità di assistant keeper nel dipartimento manoscritti. Tuttavia non riuscì ad essere assegnato ai manoscritti illuminati e liturgici ai quali si era appassionato, ma venne assegnato ad occuparsi di manoscritti miscellanei per conto del Catalogue of Additions to the Manuscripts. Per svolgere questo compito dovette apprendere il portoghese al fine di studiare alcuni manoscritti del XVI e XVII secolo che avevano come arcomento l'India, continuando a perseguire i suoi interessi principali frequentando studiosi importanti dell'epoca sia all'interno che all'esterno del British Museum.
A seguito del trasferimento del Warburg Institute da Amburgo a Londra nel 1934, Francis Wormald ebbe modo di entrare in contatto con figure eccellenti nel campo della storia dell'arte come Fritz Saxl, Rudolf Wittkower, Hugo Buchthal, Ernst Gombrich e Otto Pacht. Oltre a tenere diverse letture presso il Warburg Institute, collaborò con Roger Hinks al fine di diffondere e consolidare la fama istituzionale nel contesto culturale londinese.